# عنقودية بطيئة
عنقودية بطيئة (الاسم العلمي:Staphylococcus lentus) هي نوع من البكتيريا تتبع جنس العنقودية من فصيلة المكورات العنقودية.